# Elephant (film 2003)
(Tagline del film.)
Elephant è un film del 2003 diretto da Gus Van Sant, vincitore della Palma d'oro al miglior film e del premio per la miglior regia al 56º Festival di Cannes. È liberamente ispirato al massacro della Columbine High School del 1999.
Il titolo allude al proverbiale elefante nella stanza, metafora di un problema che tutti vedono ma di cui nessuno vuole parlare, ed è una citazione dell'omonimo film del 1989 diretto da Alan Clarke, sulla violenza settaria nell'Irlanda del Nord.

## Trama
L'azione principale si svolge nell'arco di una giornata, che sembrerebbe perfettamente normale, passata in un ambiente scolastico (dialoghi tra ragazzi, tra studenti e professori, partecipazioni a lezioni e così via). La trama riflette la situazione da soggettive differenti.
John è la "guida" che percorrendo la scuola ci mostra la vita scolastica e gli studenti. Michelle, timida ed emarginata per il suo aspetto fisico e goffaggine nelle attività motorie, si occupa dell'organizzazione della biblioteca. Brittany, Nicole e Jordan sono tre ragazze ossessionate dalla loro apparenza. Per riuscire ad avere un corpo perfetto, conforme agli standard della moda, diventano vittime della bulimia. Elias è un ragazzo solitario e sognatore, amante della fotografia.
I personaggi centrali sono Eric e Alex, due ragazzi con la passione per le armi. Alex è inoltre appassionato di musica ed Eric di videogiochi violenti. Tutto pare normale, fino a quando, a fine giornata, Eric e Alex in tuta mimetica vanno nella scuola, seminando morte e terrore.

## Temi narrativi
Il film descrive lo svolgersi degli eventi da più punti di vista: le scene si ripetono, viste da più angolazioni, attraverso gli occhi dei diversi protagonisti, attraverso fini e raffinati piani sequenza e inquadrature della vita dei due assassini.

### Natura
La natura è un elemento ricorrente all'interno della pellicola a livello sia visivo che uditivo. Le immagini mostrano luoghi verdeggianti o comunque immersi nella vegetazione; anche la scelta delle inquadrature è studiata in tal senso, come all'inizio del film, quando il regista segue l'auto che sbanda usando il punto di vista che avrebbe un uccello che vola fra gli alberi.
Ricorrono poi immagini di animali, come il toro nella t-shirt di John e l'elefante disegnato su un foglio appeso nella camera di Alex.
Il tutto è accompagnato da un sottofondo sonoro spesso indefinito, ma in cui spesso si può udire il cinguettio degli uccelli. Assai suggestiva è la lunga inquadratura finale di un cielo blu intenso attraversato da nuvole leggere, su cui scorrono i titoli di coda.

### Colore giallo
Il giallo ritorna nel film molte volte: nelle magliette di John e Benny, nel fogliame ingiallito all'inizio e in molti ambienti interni della scuola, in particolare quando si scatena un piccolo incendio.

### Depersonalizzazione
Il film segue ogni personaggio nel corso della giornata, mostrandone le azioni con ampi piani sequenza, che danno agli eventi un forte realismo, ma allo stesso tempo fanno sentire lo spettatore come un osservatore onnisciente, distaccato e indifferente. Questo vale sia per la prima parte del film, composta da eventi lenti e noiosi, come possono essere le azioni che tutti compiono ogni giorno, sia nella seconda, dove si assiste in rapida successione alla fredda esecuzione di molti personaggi della storia.

### Beethoven
Come in Arancia meccanica di Stanley Kubrick, anche qui il tema musicale principale è del compositore tedesco, ma non si tratta di una spumeggiante sinfonia, bensì del pacato ma drammatico primo movimento della famosa sonata Chiaro di Luna, nonché della celeberrima Per Elisa. Chi le suona è Alex. Furono scelte dallo stesso interprete sulla falsariga della totale libertà di improvvisazione che il regista aveva dato ai ragazzi.

### Omosessualità
Conseguentemente alle improvvisazioni, questo tema appare interessante per i modi diversi in cui è affrontato.
Il primo "canovaccio" di Van Sant ne prevede un dibattito a scuola: il risultato è grottesco, praticamente una serie di interventi scontati e a volte apparentemente nonsense.
Il secondo è invece più delicato e semplice. I ragazzi stanno per uscir di casa e compiere il massacro. Alex si spoglia disinvoltamente e si infila nella doccia. Dopo un po' entra Eric, già nudo. I due si guardano e si sorridono. Uno dice all'altro: «Ah allora ci siamo, si muore oggi! ... Io non ho ancora mai baciato nessuno». L'altro risponde con un bacio in bocca.

## Riconoscimenti
Il film vinse al Festival di Cannes nel 2003 sia la Palma d'oro, sia il premio per la miglior regia. Per assegnare entrambi questi riconoscimenti, la giuria dovette chiedere una deroga al regolamento, che vieta di tributarli tutti e due allo stesso film.